# Доналд, Иан (футболист)
Иан Ричард Доналд (англ. Ian Richard Donald; 28 ноября 1951, Абердин) — шотландский футболист, выступавший на позиции крайнего защитника. Выступал за английский клуб «Манчестер Юнайтед» и шотландские «Партик Тисл» и «Арброт». После завершения карьеры игрока был членом совета директоров и председателем «Абердина».

## Футбольная карьера
Уроженец Абердина, Доналд выступал за школьную сборную Шотландии по футболу, где его заметили скауты английского клуба «Манчестер Юнайтед». В мае 1968 года 16-летний Иан подписал любительский контракт с клубом, а в июле 1969 года стал профессиональным футболистом. 7 октября 1970 года дебютировал в основном составе «Манчестер Юнайтед» в матче третьего раунда Кубка Футбольной лиги против «Портсмута». После своего дебюта не смог закрепиться в основном составе и свой следующий матч за первую команду «Юнайтед» провёл только два года спустя, 23 сентября 1972 года в игре Первого дивизиона против «Дерби Каунти». После этого периодически появлялся в основном составе «Юнайтед». Однако после увольнения Фрэнка О’Фаррелла в декабре 1972 года и назначения главным тренером Томми Дохерти в основном составе не появлялся. В январе 1973 года был продан в шотландский клуб «Партик Тисл».
За «Партик Тисл» Доналд сыграл только один матч в сезоне 1972/73, и по окончании сезона был продан в другой шотландский клуб «Арброт». В «Арброте» он провёл два сезона, сыграв в четырёх матчах. По окончании сезона 1974/75 23-летний игрок завершил карьеру футболиста из-за травмы.
В 1980 году Иан Доналд вошёл в состав совета директоров футбольного клуба «Абердин». В 1986 году стал вице-председателем клуба, а в 1994 году — председателем «Абердина». В 1998 году покинул пост председателя, но оставался в совете директоров клуба до 2004 года, когда он был назначен почётным президентом «Абердина».
Также Доналд был советником Шотландской футбольной ассоциации и Шотландской футбольной лиги.

## Статистика выступлений
| Клуб              | Сезон            | Лига | Лига | Кубки | Кубки | Итого | Итого |
| Клуб              | Сезон            | Игры | Голы | Игры  | Голы  | Игры  | Голы  |
| ----------------- | ---------------- | ---- | ---- | ----- | ----- | ----- | ----- |
| Манчестер Юнайтед | 1970/71          | 0    | 0    | 1     | 0     | 1     | 0     |
| Манчестер Юнайтед | 1971/72          | 0    | 0    | 0     | 0     | 0     | 0     |
| Манчестер Юнайтед | 1972/73          | 4    | 0    | 1     | 0     | 1     | 0     |
| Манчестер Юнайтед | Итого            | 4    | 0    | 2     | 0     | 6     | 0     |
| Партик Тисл       | 1972/73          | 1    | 0    | 0     | 0     | 1     | 0     |
| Партик Тисл       | Итого            | 1    | 0    | 0     | 0     | 1     | 0     |
| Арброт            | 1973/74          | 3    | 0    | 0     | 0     | 3     | 0     |
| Арброт            | 1974/75          | 1    | 0    | 0     | 0     | 1     | 0     |
| Арброт            | Итого            | 4    | 0    | 0     | 0     | 4     | 0     |
| Всего за карьеру  | Всего за карьеру | 9    | 0    | 2     | 0     | 11    | 0     |